# بير أندرسون
بير أندرسون (بالسويدية: Per Andersson)‏ هو مدرب تجديف سويدي، ولد في 5 أبريل 1971 في دالارنا في السويد.

## وصلات خارجية
- بير أندرسون على موقع الاتحاد الدولي للتجديف (الإنجليزية)
- بير أندرسون على موقع اللجنة الأولمبية الدولية (الإنجليزية)
- بير أندرسون على موقع أوليمبيديا (الإنجليزية)
- بير أندرسون على موقع اللجنة الأولمبية السويدية (السويدية)